# Yungblud
Yungblud, född Dominic Richard Harrison den 5 augusti 1997 i Doncaster, South Yorkshire, är en brittisk sångare, låtskrivare och skådespelare. 
Harrison är son till Samantha och Justin Harrison, och har två yngre systrar. Vid tidig ålder diagnostiserades han med ADHD, vilken var obehandlad under lång tid och fick honom att bli avstängd från Ackworth School i Ackworth, West Yorkshire. Han studerade senare vid Arts Educational Schools i London.
Harrisons första singel, "King Charles", lanserades den 7 april 2017. Sedan dess har han släppt studioalbumen 21st Century Liability (2018), Weird! (2020), Yungblud (2022) och Idols (2025).